# Record d'Europe de natation dames du 100 mètres 4 nages
Progression du record d'Europe de natation sportive dames pour l'épreuve du 100 mètres 4 nages (en bassin de 25 mètres uniquement).

## Bassin de 25 mètres
| Temps         | Athlète             | Naissance | Âge | Nationalité | Compétition               | Lieu          | Date               |
| ------------- | ------------------- | --------- | --- | ----------- | ------------------------- | ------------- | ------------------ |
| 1 min 01 s 61 | Louise Karlsson     | 1974      | 17  | Suède       |                           | Gelsenkirchen | 8 décembre 1991    |
| 1 min 01 s 03 | Louise Karlsson     | 1974      | 18  | Suède       |                           | Espoo         | 22 novembre 1992   |
| 1 min 00 s 43 | Martina Moravcová   | 1976      | 22  | Slovaquie   | Championnats d'Europe     | Sheffield     | 12 décembre 1998   |
| 1 min 00 s 35 | Martina Moravcová   | 1976      | 23  | Slovaquie   | Championnats du monde (s) | Hong Kong     | 2 avril 1999       |
| 1 min 00 s 20 | Martina Moravcová   | 1976      | 23  | Slovaquie   | Championnats du monde (f) | Hong Kong     | 3 avril 1999       |
| 59 s 71       | Martina Moravcová   | 1976      | 24  | Slovaquie   | Championnats du monde     | Athènes       | 18 mars 2000       |
| 59 s 62       | Hanna-Maria Seppälä | 1984      | 24  | Finlande    | Championnats du monde (f) | Manchester    | 11 avril 2008      |
| 59 s 60       | Hanna-Maria Seppälä | 1984      | 24  | Finlande    |                           | Seinajoki     | 8 juillet 2008     |
| 59 s 07       | Hanna-Maria Seppälä | 1984      | 24  | Finlande    | Coupe du monde (f)        | Stockholm     | 12 novembre 2008   |
| 58 s 51       | Therese Alshammar   | 1977      | 32  | Suède       | Coupe du monde (s)        | Durban        | 16 octobre 2009    |
| 57 s 74       | Hinkelien Schreuder | 1984      | 25  | Allemagne   | Coupe du monde (f)        | Berlin        | 15 novembre 2009   |
| 57 s 73       | Katinka Hosszú      | 1989      | 24  | Hongrie     | Coupe du monde            | Eindhoven     | 8 août 2013        |
| 57 s 50       | Katinka Hosszú      | 1989      | 24  | Hongrie     | Coupe du monde (f)        | Eindhoven     | 8 août 2013        |
| 57 s 45       | Katinka Hosszú      | 1989      | 24  | Hongrie     | Coupe du monde            | Berlin        | 11 août 2013       |
| 57 s 25 RM    | Katinka Hosszú      | 1989      | 25  | Hongrie     | Coupe du monde            | Doha          | 28 août 2014       |
| 56 s 86 RM    | Katinka Hosszú      | 1989      | 25  | Hongrie     | Coupe du monde            | Dubai         | 1er septembre 2014 |
| 56 s 70 RM    | Katinka Hosszú      | 1989      | 25  | Hongrie     | Championnats du monde     | Doha          | 5 décembre 2014    |
| 56 s 67 RM    | Katinka Hosszú      | 1989      | 26  | Hongrie     | Championnats d'Europe     | Netanya       | 4 décembre 2015    |
| 56 s 51 RM    | Katinka Hosszú      | 1989      | 28  | Hongrie     | Coupe du monde            | Berlin        | 7 août 2017        |